# Barranc del Teix
El Barranc del Teix, és un barranc del terme de Sant Esteve de la Sarga, a la zona d'Alsamora.
Es forma a 1.474 m. alt., a la Tualdeta, al Serrat de la Corona, des d'on baixa cap al nord fins que, passada la meitat del seu recorregut inflexiona cap al nord-est. Al cap de poc s'aboca en el barranc del Grau, al sud-oest del Cingle de Lledó.